# Вітебський 27-й піхотний полк
27-й піхотний Вітебський полк

## Формування та кампанії полку
Полк сформовано 6 грудня 1703 року в Казані стольником Сергеєвим під назвою піхотного Скрипіцина полку. 12 жовтня 1704 року перейменованого на піхотний Олексія Головіна полк, а 10 березня 1708 року — на Копорський піхотний полк. Цей полк брав участь у Полтавській битві, перебував при облозі Риги й був у Прутському поході, після чого бився при Гангуті.
1722 року з чотирьох рот полку, з приєднанням чотирьох рот Архангелогородського полку, створено Гірканський полк (у складі Низового корпусу для походу в Персію), розформований 1733 року.
Під час «петербурзького дійства» 1762 року полк стояв у Санкт-Петербурзі та в день воцаріння Катерини II прибув у Петергоф.
Під час Першої турецької війни полк брав участь 23 серпня 1769 року в битві на річці Дністер, де першим блискуче атакував турків, втративши близько 200 чоловік убитими й пораненими. Того ж року полк зайняв фортецю Хотин, яка здалась; брав участь у боях при Ларзі, Кагулі, Журжі, де втратив до 300 чоловік. В Туртукайському пошуку Суворова взяли участь 220 нижніх чинів копорців під командою графа Мелліна.
14 грудня 1784 року полк названий Вітебським піхотним; 29 листопада 1796 — Вітебським мушкетерським, 31 жовтня 1798 — мушкетерським генерал-майора Острожського, 16 лютого 1800 — мушкетерським генерал-майора Косоговського, 4 березня 1801 — мушкетерським генерал-майора Емме, 5 березня 1801 — мушкетерським генерал-майора Мусіна-Пушкіна, 31 березня 1801 — Вітебським мушкетерським полком.
Брав участь в Італійській експедиції Суворова, Вітебський полк тривалий час перебував на острові Корфу, а потім діяв у війне з Туреччиною. 1810 року полком командував флігель-ад'ютант полковник Паскевич. Під його керівництвом полк узяв участь в боях під Базарджиком (втрати понад 800 чоловік), під Варною, при Батині; відбулось навіть клопотання головнокомандувача графа Каменського про нагородження полку Георгіївським прапором, але успіху це клопотання не мало.
22 лютого 1811 року полк названий Вітебським піхотним. Під час франко-російської війни 1812 року та Закордонних кампаніях 1813 і 1814 років полк брав участь у битвах при Борисові, під фортецею Торн, під Кацбахом, Брієнном, Шампобером, Сен-Дені; при Шампобері був убитий командир полку полковник Терне.
Під час кампанії 1828–1829 років проти турків полк воював під Варною та поблизу Праводів. 28 січня 1833 року до полку було приєднано 13-й єгерський полк, і Вітебський полк названо єгерським; єгері принесли полку свою бойову відзнаку: знаки на головні убори з написом «За відзнаку» за подвиги у 1812–1814 роках.

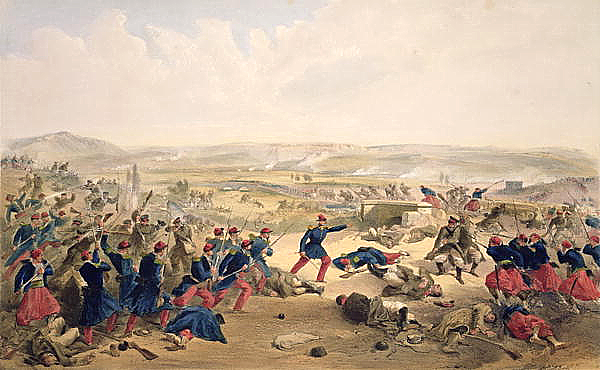
Битва на Чорній річці

Далі полк брав участь у кампанії 1849 року проти угорців та в Кримській війні. У битві на Чорній річці полк втратив: 4 офіцерів та 51 особу нижніх чинів убитими, 23 офіцерів та 196 нижніх чинів пораненими; полковий командир полковник Аленін також був поранений. У Севастополі полк провів 12 днів, з 21 липня 1855 року.
За Кримську кампанію полк було нагороджено срібними трубами з написом «За Севастополь у 1854 й 1855 роках» та походом за військову відзнаку. Окрім цього, полку було надано право грати марш лейб-гвардії єгерського полку під час зустрічей вищого начальства та під час атаки.
23 серпня 1856 року 4-й батальйон названо резервним та відокремлено у резервні війська, а 5-8-й батальйони розформовано. 6 квітня 1863 року з 4-го резервного батальйону та безтерміново-відпускних 5-го й 6-го батальйонів сформовано Вітебський резервний піхотний полк, який 13 серпня того ж року було переведено до чинного війська під назвою Козловського піхотного полку; цей полк успадкував старшинство і знаки розрізнення 13-го єгерського полку.
25 березня 1864 року Вітебський піхотний полк отримав № 27.
Полкове свято — 28 листопада.

## Знаки розрізнення полку
- Полковий прапор простий із написом: «1703—1903» з Олександрівською ювілейною стрічкою.
- Знаки на головні убори з написом: «За відзнаку». Успадковані від 13-го єгерського полку.
- Георгіївські труби з написом «За Севастополь у 1854 й 1855 роках».
- Поход за військову відзнаку.

## Шефи полку
- 03.12.1796 — 29.11.1797 — генерал-лейтенант Розенберг Андрій Григорович
- 29.11.1797 — 07.12.1797 — генерал-майор Арбенєв Іван Йосипович
- 07.12.1797 — 16.02.1800 — генерал-майор (з 06.11.1799 генерал-лейтенант) Острожський Василь Кирилович
- 16.02.1800 — 04.03.1801 — генерал-майор Косоговський Григорій Дмитрович
- 16.02.1800 — 04.03.1801 — генерал-майор Емме Іван Федорович
- 05.03.1801 — 06.11.1806 — генерал-майор Мусін-Пушкін Павло Клавдійович
- 06.11.1806 — 02.06.1808 — полковник Цагель Семен Іванович
- 02.06.1808 — 11.05.1812 — генерал-майор Степанов Олексій Якович
- 28.09.1813 — 01.09.1814 — генерал-майор Мусін-Пушкін Іван Клавдійович

## Командири полку

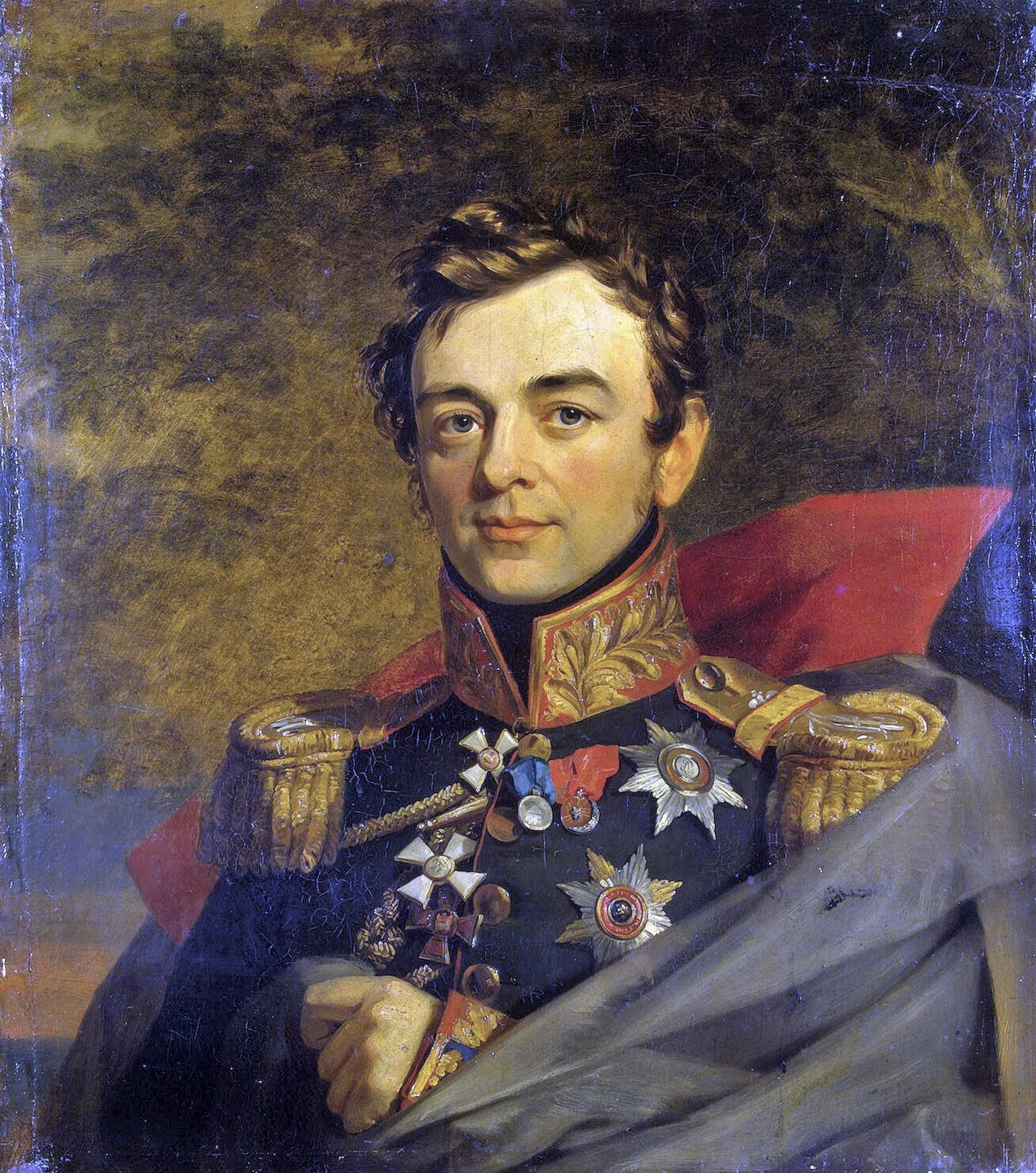
Іван Паскевич

- 07.10.1798 — 21.07.1803 майор (з 27.11.1799 підполковник) Скриплєв Петро Іванович
- 09.07.1809 — 17.01.1811 полковник (з 28.11.1810 генерал-майор) Паскевич Іван Федорович
- 11.05.1812 — 31.05.1812 — майор Терне Андрій Михайлович
- 31.05.1812 — 1813 підполковник Ушаков Федір Іванович
- 1813 — 29.01.1814 підполковник (з 18.09.1813 полковник) Терне Андрій Михайлович
- 01.06.1815 — 19.03.1820 полковник Дунаєв Олександр Іванович
- 28.03.1820 — 30.12.1825 підполковник Хотяїнцев Іван Миколайович
- в 1855 г. — полковник Аленін
- 1863–1867 — полковник Ернрот Казимир Густавович
- 14.05.1881 — 29.04.1891 — полковник Комаров Дмитро Наркізович
- 01.05.1891 — 12.03.1897 — полковник Тарновський Захар Целестинович
- 16.04.1902 — 04.07.1907 — полковник Якубовський Йосип Степанович
- 04.07.1907 — 28.06.1910 — полковник Попов Олександр Костянтинович
- 28.06.1910 — після 31.01.1913 — полковник Богданович Сергій Ілліч
- 22.01.1915 — 03.1916 — полковник Чеглов Михайло Петрович
- 02.05.1916 — після 03.01.1917 — полковник Меньчуков Євген Олександрович